# Trastámara

Stemma dei Trastámara

I Trastámara (Trastámara in castigliano; Trastàmara in catalano) furono un'antica famiglia reale europea della penisola iberica, esistita tra i secoli XIV e XVI.
Derivata per via illegittima dalla casa di Borgogna (Anscarici), regnò in Castiglia, e con i suoi rami cadetti in Aragona, Navarra e Regno di Napoli.

## Storia

### Origini

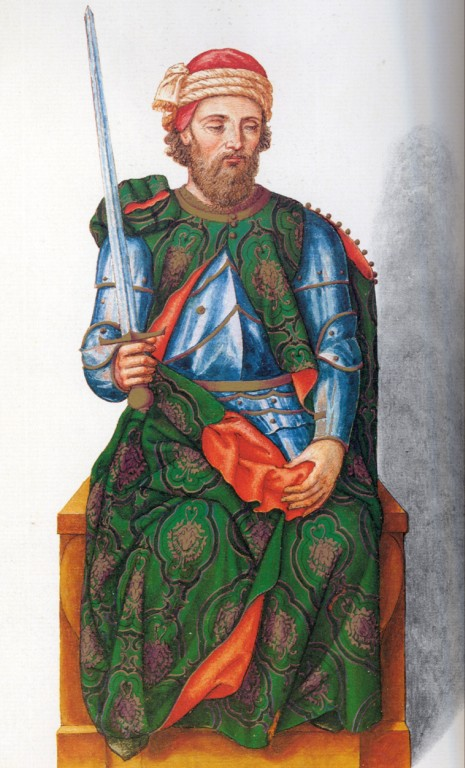
Enrico II di Castiglia, capostipite dei Trastámara

La fondazione della dinastia risale al 1340, quando il re Alfonso XI di Castiglia assegnò al figlio naturale Enrico (1333-1379), detto il Bastardo - avuto dalla sua amante Eleonora di Guzmán - la Contea di Trastámara, in Galizia, da cui prese il nome.

### Sovrani di Castiglia e León

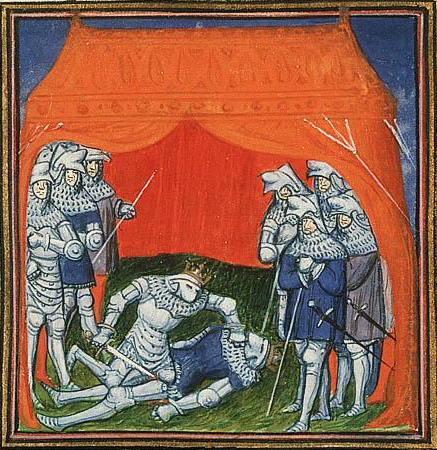
Enrico di Trastámara uccide il fratellastro, il re di Castiglia, Pietro I il Crudele.

Alla morte del Re Alfonso nel 1350, sul trono del Regno di Castiglia e León si insediò il figlio legittimo Pietro, soprannominato il Crudele, contro il quale il Conte Trastámara ebbe un violento conflitto, durato tra il 1366 e il 1369. Enrico, appoggiato dai Francesi e dagli Aragonesi nella guerra contro il suo fratellastro il Re Pietro, appoggiato dagli Inglesi, lo sconfisse, e lo uccise con l'aiuto di Bertrand du Guesclin a Montiel la notte tra il 22 e il 23 marzo 1369. A seguito di questo episodio Enrico si guadagnò l'appellativo di Enrico il Fratricida, e a Calahorra si fece proclamare Re di Castiglia e León e fu incoronato nel monastero di Santa María la Real de Las Huelgas a Burgos.
Il re Enrico II di Castiglia, capostipite dei Trastámara, dalla moglie Giovanna Manuele dei duchi di Peñafiel, ebbe tre figli, dei quali suo successore al trono fu Giovanni (1358-1390). Proseguì la linea politica del padre di alleanza con il Regno di Francia, e in occasione dello scisma d'Occidente avvenuto all'interno della Chiesa cattolica, riconobbe come pontefice Clemente VII. Sposò dapprima la principessa Eleonora d'Aragona, e rimasto vedovo nel 1382, la principessa Beatrice del Portogallo, che gli diedero rispettivamente tre figli ed un figlio. Alla morte del suocero il Re Ferdinando I nel 1383, sua moglie in quanto unica figlia legittima vivente, ereditò il trono del Regno di Portogallo, di cui il medesimo assunse la reggenza, che tenne fino al 1385.
Figlio primogenito di Giovanni e suo successore a Re di Castiglia e León, fu Enrico III di Castiglia (1379-1406), detto l'Infermo, che nel 1388 fu creato dal padre Principe delle Asturie, titolo che contrassegnava l'erede al trono di Castiglia e da quella data fu mantenuto sino ai giorni nostri. A seguito della pace con gli Inglesi fatta dal padre, fu fatto sposare alla principessa Caterina di Lancaster, che lo rese padre di tre figli. L'altro figlio del Re Giovanni, il principe Ferdinando di Trastámara, detto el de Antequera, nel 1412 ottenne il dominio sulla Corona d'Aragona per effetto del Compromesso di Caspe che lo designò erede dello zio materno il re Martino I di Aragona, morto nel 1410 senza lasciare successori viventi per il trono. Da Ferdinando ebbe origine il ramo cadetto dei Trastámara d'Aragona, che regnarono anche in Navarra.

### Isabella di Castiglia e Ferdinando II d'Aragona

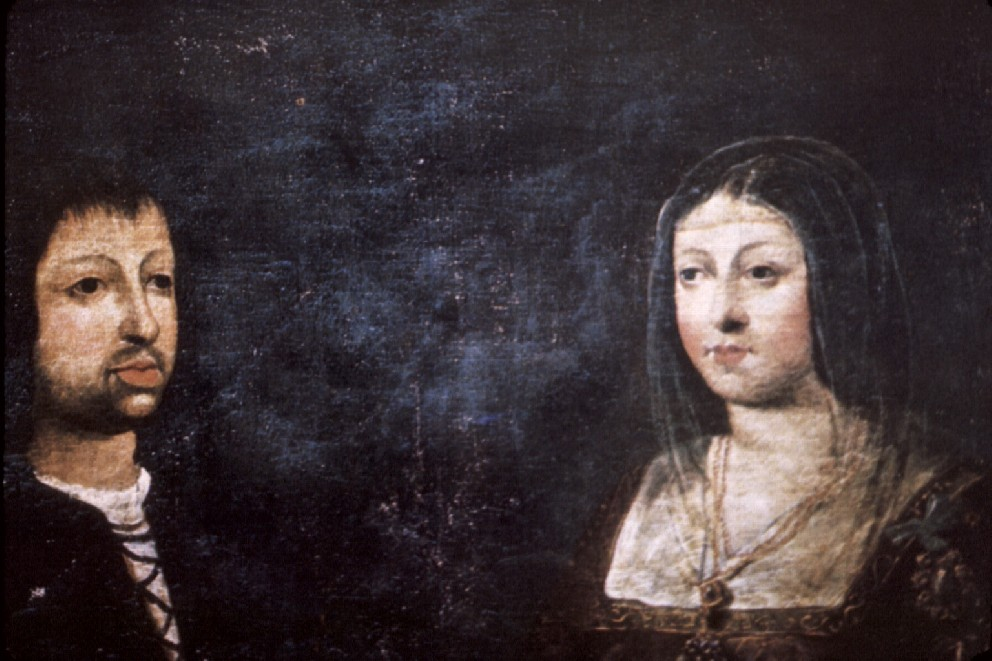
Ritratto matrimoniale del re Ferdinando II d'Aragona e della regina Isabella di Castiglia.

I Trastámara poterono così dominare sui due maggiori regni della penisola iberica, e i due rami dei Re di Castiglia e dei Re d'Aragona si riunificarono attraverso il matrimonio avvenuto nel 1469 tra la principessa Isabella di Castiglia (1451-1504) detta la Cattolica, figlia del re Giovanni II di Castiglia (1405-1454) e della di lui seconda moglie Isabella del Portogallo, ed il principe Ferdinando II d'Aragona, re di Sicilia. Isabella era stata nominata erede al trono del Regno di Castiglia e León dal fratellastro il re Enrico IV (1425-1474), detto l'Impotente, ma poiché la sua unione con Ferdinando incontrò l'opposizione del medesimo, essendo stata celebrata senza il suo consenso, il Re ritrattò e nominò erede la sua unica figlia Giovanna (1462-1530).
Dopo la morte del Re Enrico nel 1474, si aprì lo scontro militare tra i sostenitori di Isabella e quelli della nipote Giovanna, la guerra di successione castigliana. La figlia di Enrico era sostenuta dalla madre Giovanna d'Aviz, che la spinse a sposare, ancora bambina, suo fratello il re Alfonso V del Portogallo, che avrebbe potuto comportare il passaggio della Castiglia sotto il dominio lusitano. Lo scontro tra le due fazioni cessò nel 1479 con il Trattato di Alcáçovas, stipulato tra i rappresentanti del Re del Portogallo da una parte, e quelli dei Re cattolici dall'altra, che comportò la rinuncia al trono castigliano da parte dei sovrani portoghesi, nonché la pace tra i due regni iberici.

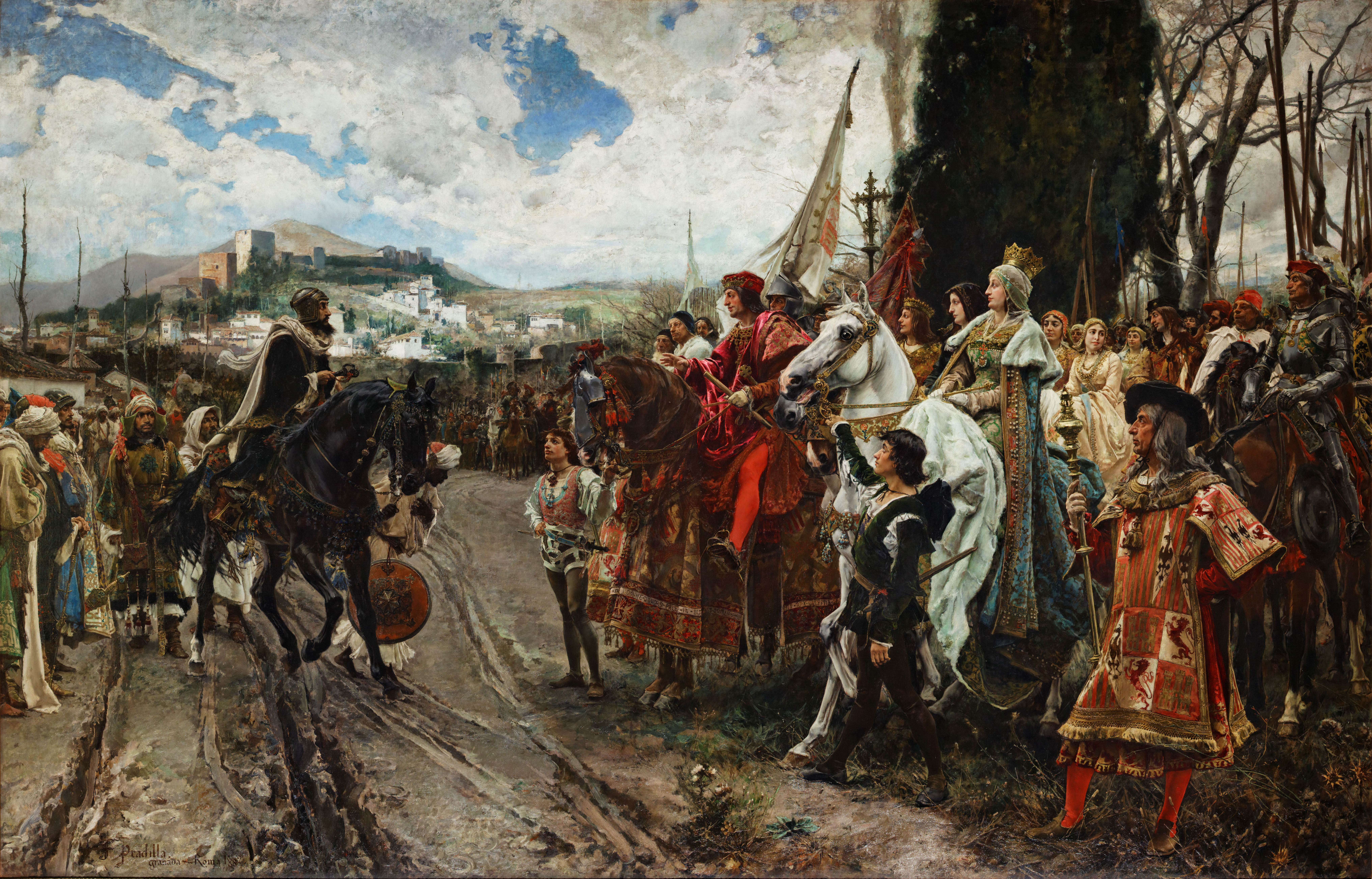
La resa di Granada di Francisco Pradilla Ortiz

Al momento dell'ascesa al trono di Isabella a Regina della Castiglia, una porzione all'estremo sud del territorio iberico rimaneva ancora sotto il dominio saraceno con il Sultanato di Granada, retto dai Nasridi. Tra il 1482 e il 1492 furono condotte diverse battaglie tra gli eserciti castigliano-aragonese e quello musulmano, che culminarono con la resa negoziata del sultano di Granada, Boabdil. Il 2 gennaio 1492, la città di Granada venne conquistata e così veniva posta fine alla Reconquista contro gli occupanti saraceni, iniziata nell'VIII secolo.
Ferdinando d'Aragona e Isabella di Castiglia ebbero cinque figli, di cui un solo maschio, Giovanni (1478-1497), che sposò Margherita d'Asburgo, figlia dell'Imperatore Massimiliano. Erede dei Regni di Castiglia e d'Aragona, morì giovanissimo senza lasciare discendenza, e nella successione al trono dei regni ereditati dai genitori lo seguirono dapprima la sorella Isabella (1470-1498), poi suo figlio Michele della Pace d'Aviz. Alla morte di questi, erede fu l'altra sorella Giovanna (1479-1555), che dopo la morte della madre, nel 1504, divenne Regina di Castiglia e León, e nel 1516, Regina d'Aragona. Fu l'ultima discendente dei Trastámara, e sposò Filippo I d'Asburgo, duca di Borgogna, da cui ebbe sei figli, tra cui Carlo, che nel 1516 si proclamò Re di Spagna.

## Armoriale

Stemma di Enrico di Trastámara (1340-1369)
Stemma dei Re di Castiglia e León
Stemma di Ferdinando I d'Aragona-Trastámara
Stemma dei Trastámara d'Aragona, re di Aragona e di Sicilia
Stemma degli Aragona-Trastámara, re di Aragona e di Navarra
Stemma dei Re cattolici (1474-1492)
Stemma dei Re cattolici (1492-1504)

## Genealogia
|                        |                                       |                                       |                                                                        | | |                                                                                               |                                                                                              |                                                                                              |                                                                                   |                                                |                                                |                        |
|                        |                                       |                                       |                                                                        | | |                                                                                               |                                                                                              |                                                                                              | Enrico, XVII re di Castiglia e León (1333-1379) Giovanna Manuele                  |                                                |                                                |                        |
|                        |                                       |                                       |                                                                        | | |                                                                                               |                                                                                              |                                                                                              |                                                                                   |                                                |                                                |                        |
|                        |                                       |                                       |                                                                        | | |                                                                                               |                                                                                              |                                                                                              |                                                                                   |                                                |                                                |                        |
|                        |                                       |                                       |                                                                        | | |                                                                                               | Giovanni, XVIII re di Castiglia (1358-1390) I Eleonora d'Aragona, II Beatrice del Portogallo | Giovanni, XVIII re di Castiglia (1358-1390) I Eleonora d'Aragona, II Beatrice del Portogallo | Eleonora (1362-1415) Carlo III di Navarra                                         | Eleonora (1362-1415) Carlo III di Navarra      | Giovanna (1367-1374)                           | Giovanna (1367-1374)   |
|                        |                                       |                                       |                                                                        | | |                                                                                               |                                                                                              |                                                                                              |                                                                                   |                                                |                                                |                        |
|                        |                                       |                                       |                                                                        | | |                                                                                               |                                                                                              |                                                                                              |                                                                                   |                                                |                                                |                        |
|                        |                                       |                                       | I Enrico, XIX re di Castiglia e León (1379-1406) Caterina di Lancaster | I Enrico, XIX re di Castiglia e León (1379-1406) Caterina di Lancaster                              | |                                                                                               | I Ferdinando, re della Corona d'Aragona (1380-1416) Eleonora d'Alburquerque                  | I Ferdinando, re della Corona d'Aragona (1380-1416) Eleonora d'Alburquerque                  | I Eleonora (1382-?)                                                               | I Eleonora (1382-?)                            | II Michele (1384-1385)                         | II Michele (1384-1385) |
|                        |                                       |                                       |                                                                        | | |                                                                                               |                                                                                              |                                                                                              |                                                                                   |                                                |                                                |                        |
|                        |                                       |                                       |                                                                        | | |                                                                                               |                                                                                              |                                                                                              |                                                                                   |                                                |                                                |                        |
|                        | Maria (1401-1458) Alfonso V d'Aragona | Maria (1401-1458) Alfonso V d'Aragona | Caterina (1403-1439) Enrico di Trastámara, conte d'Empúries            | Caterina (1403-1439) Enrico di Trastámara, conte d'Empúries                                         | Giovanni, XX re di Castiglia e León (1403-1439) I Maria d'Aragona, II Isabella del Portogallo       | Giovanni, XX re di Castiglia e León (1403-1439) I Maria d'Aragona, II Isabella del Portogallo | (Trastámara d'Aragona)                                                                       | (Trastámara d'Aragona)                                                                       |                                                                                   |                                                |                                                |                        |
|                        |                                       |                                       |                                                                        | | |                                                                                               |                                                                                              |                                                                                              |                                                                                   |                                                |                                                |                        |
|                        |                                       |                                       |                                                                        | | |                                                                                               |                                                                                              |                                                                                              |                                                                                   |                                                |                                                |                        |
| I Caterina (1422-1424) | I Caterina (1422-1424)                | I Eleonora (1423-1425)                | I Eleonora (1423-1425)                                                 | I Enrico, XXI re di Castiglia e León (1425-1474) I Bianca di Trastámara, II Giovanna del Portogallo | I Enrico, XXI re di Castiglia e León (1425-1474) I Bianca di Trastámara, II Giovanna del Portogallo | I Maria (1428-1429)                                                                           | I Maria (1428-1429)                                                                          | II Isabella, XXIII regina di Castiglia e León (1451-1504) Ferdinando II d'Aragona            | II Isabella, XXIII regina di Castiglia e León (1451-1504) Ferdinando II d'Aragona | II Alfonso, principe delle Asturie (1453-1468) | II Alfonso, principe delle Asturie (1453-1468) |                        |
|                        |                                       |                                       |                                                                        | | |                                                                                               |                                                                                              |                                                                                              |                                                                                   |                                                |                                                |                        |
|                        |                                       |                                       |                                                                        | | |                                                                                               |                                                                                              |                                                                                              |                                                                                   |                                                |                                                |                        |
|                        |                                       |                                       |                                                                        | II Giovanna, XXII regina di Castiglia e León (1462-1530)                                            | II Giovanna, XXII regina di Castiglia e León (1462-1530)                                            |                                                                                               |                                                                                              | (con discendenza)                                                                            | (con discendenza)                                                                 |                                                |                                                |                        |